# Esik eső, szép csendesen csöpörög
Az Esik eső, szép csendesen csöpörög egy magyar népballada.
Feldolgozás:
| Szerző        | Mire                | Mű                                |
| ------------- | ------------------- | --------------------------------- |
| Ludvig József | ének, gitárakkordok | A csitári hegyek alatt, 29. oldal |
| Bihary Béla   | ének, zongora       | A csitári hegyek alatt, 29. oldal |

## Kotta és dallam
| Esik eső, szép csendesen csöpörög. Rózsa Sándor a kocsmában keserög. Kocsmárosné, bort hozzon az asztalra, Legszebb lányát állítsa ki strázsára! | Rózsa Sándor kis pej lovát nyergöli. Tizenhárom lovas zsandár keresi. Rózsa Sándor nem vette ezt tréfára, Kivágtatott a szögedi pusztára. | |
| Rózsa Sándor beállott katonának. Jaj, de szépen fölöltözött huszárnak. Had rúgja le a csillagot az égről, Had pusztítsa ki a rácot a földről.    | Rózsa Sándor leesett a lováról, Úgy fogták el a betyárt az útjáról, Elfogták és feltették egy szekérre, Úgy kísérték a törvényszék elébe. | Le az utcán, föl az utcán fölfelé, Szamosújvár börtönkapuja felé, Szamosújvár börtönfala de sárga, Abba vagyon Rózsa Sándor bezárva. |

## Felvételek
- Esik eső. Romantikus Erőszak  YouTube (2016. május 26.)  (Hozzáférés: 2017. július 27.) (audió)
- Három levele van az eperfának / Esik eső, szép csendesen csöpörög / Kutyakaparási csárda. Sándorfalvi Citerazenekar  YouTube (1974. május 30.)  (Hozzáférés: 2017. július 27.) (audió) 0:37–2:00.
- Esik eső szép csöndesen csöpörög. Kikindai Betyárok  YouTube (2016. április 25.)  (Hozzáférés: 2017. július 27.) (videó) 1:49-ig.